# یواس‌اس گرینجر (ای‌کی-۱۸۴)
یواس‌اس گرینجر (ای‌کی-۱۸۴) (به انگلیسی: USS Grainger (AK-184)) یک کشتی بود که طول آن 388' 8" بود. این کشتی در سال ۱۹۴۴ ساخته شد.